# Mampikony (district)
Mampikony is een district van Madagaskar in de regio Sofia. Het district telt 126.746 inwoners (2011) en heeft een oppervlakte van 4.611 km², verdeeld over 6 gemeentes. De hoofdplaats is Mampikony.